# Willem Adriaan van der Stel
Willem Adriaan van der Stel (né le 24 août 1664 à Haarlem - mort le 11 novembre 1733 à Amsterdam) fut gouverneur de la colonie du Cap en Afrique du Sud de 1699 à 1707. 

## Biographie
Adriaan van der Stel était le fils aîné de Simon van der Stel (1639-1712) et de Johanna Jacoba Six (1645-1700). Son grand-père paternel avait été le gouverneur de l'île Maurice et son grand-père maternel avait été maire de la ville d'Amsterdam. 
En 1679, il s'installa au Cap avec son père qui venait d'y être nommé Commandeur. 
En 1684, il est envoyé en Hollande pour accomplir ses études et il ne revient au Cap qu'en 1699 pour prendre la charge de Gouverneur de la colonie où il succède à son père. 
Van der Stel était très intéressé par l'horticulture et l'agriculture. Il fut ainsi l'un des tout  premiers auteurs d'un almanach sur le jardinage en Afrique du Sud. Il développa ainsi les jardins de la compagnie et organisa de nombreuses expéditions à l'intérieur des terres pour y répertorier les espèces endogènes. 
Il est le fondateur du "Land van Waveren", rebaptisé ensuite Tulbach.
Mais l'administration de Adriaan van der Stel resta dans l'histoire  comme l'une des périodes de gouvernement les plus autoritaires et corrompues d'Afrique du Sud. 
Van der Stel profita de sa situation pour développer son domaine viticole, Vergelegen, en s'appropriant les ressources de son employeur, la Compagnie des Indes orientales. 
Son style, son amour ostentatoire pour l'argent, son favoritisme, ses mesures unilatérales provoquèrent en 1706 la révolte de 63 colons libres (sur un total de 550) dont 31 huguenots qui envoyèrent une pétition à la Compagnie pour obtenir son renvoi. 
La pétition est d'abord rejetée et Van der Stel en profite pour faire jeter en prison ceux qui en avaient été à l'initiative. 
À cette époque, les Pays-Bas sont en guerre avec la France et la Compagnie craint que les Huguenots ne prennent fait et cause pour la France et ne deviennent ses espions. Elle décide alors de démettre Adriaan van der Stel et de le rappeler aux Pays-Bas le 23 avril 1707. 
Il quitte ainsi définitivement la colonie du Cap en 1708 et passe le restant de ces jours en exil aux Pays-Bas. Sa propriété, Vergelegen, fut vendue 3 ans plus tard et partagée en 4 fermes distinctes. La demeure de maître fut détruite. 